# Oregon Route 22

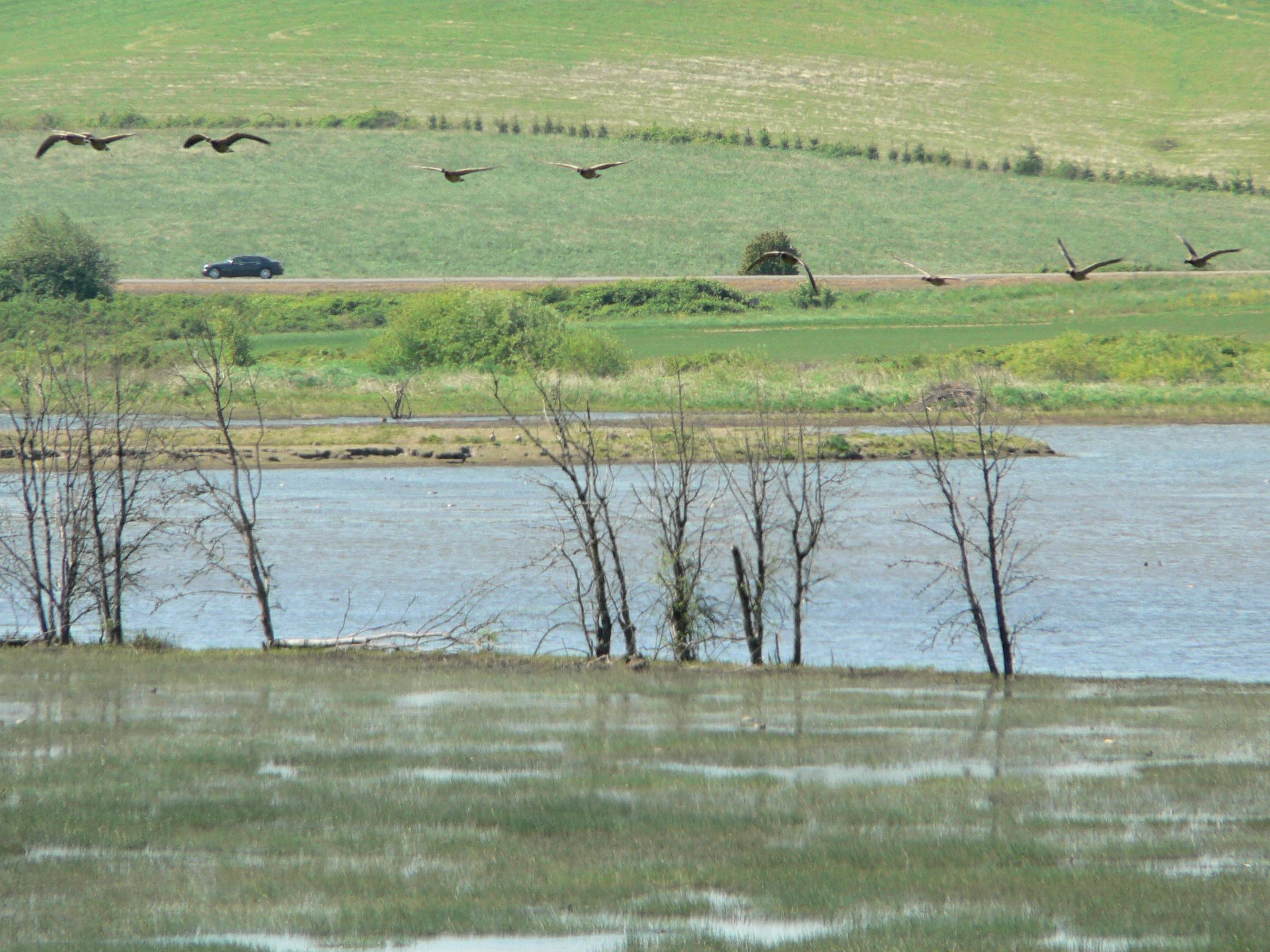
Kanadai ludak a Baskett-ingoványi Nemzeti Tájvédelmi Körzetben

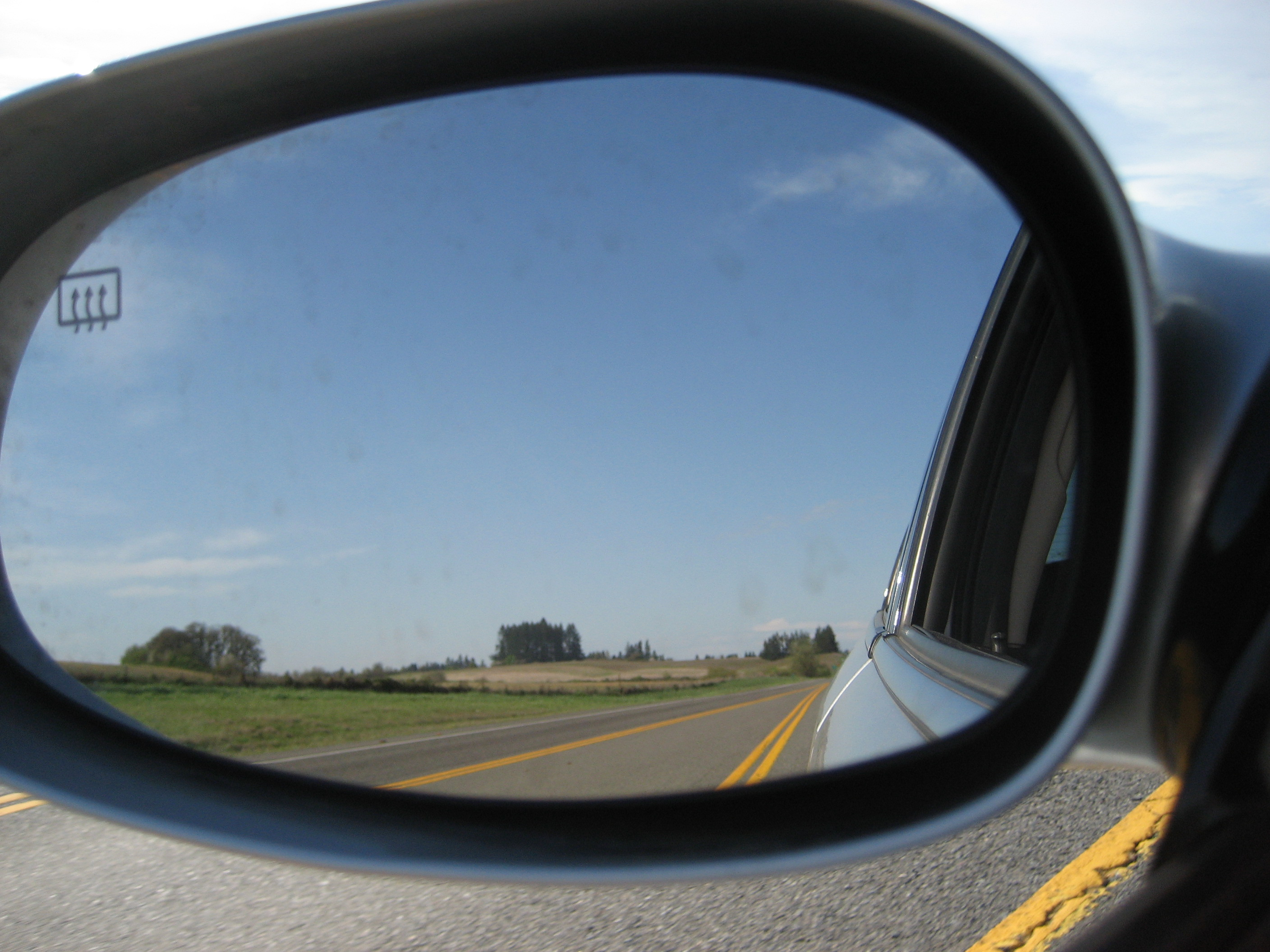
Dallas közelében

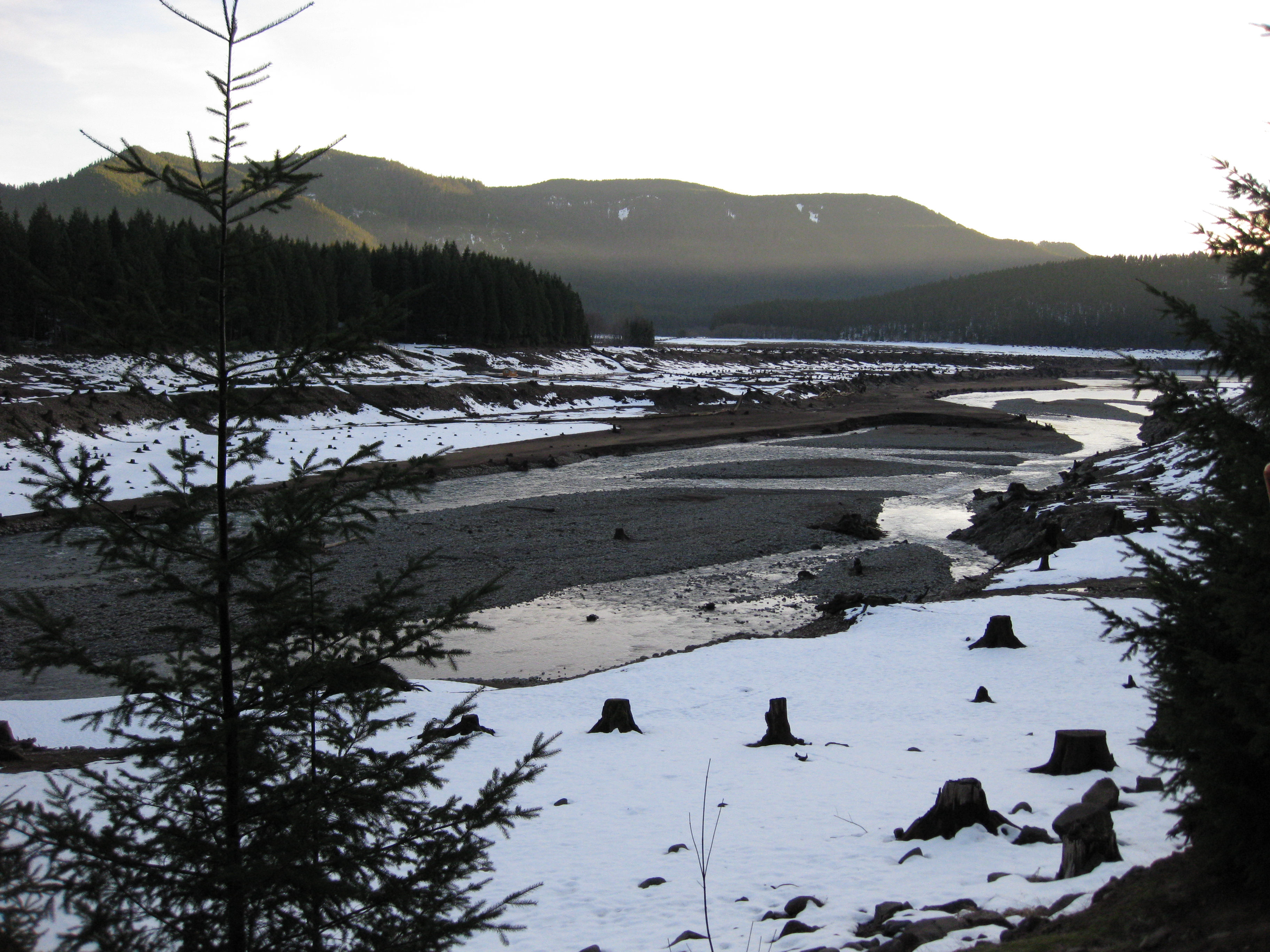
Az Északi-Santiam-folyó az OR 22-ről nézve

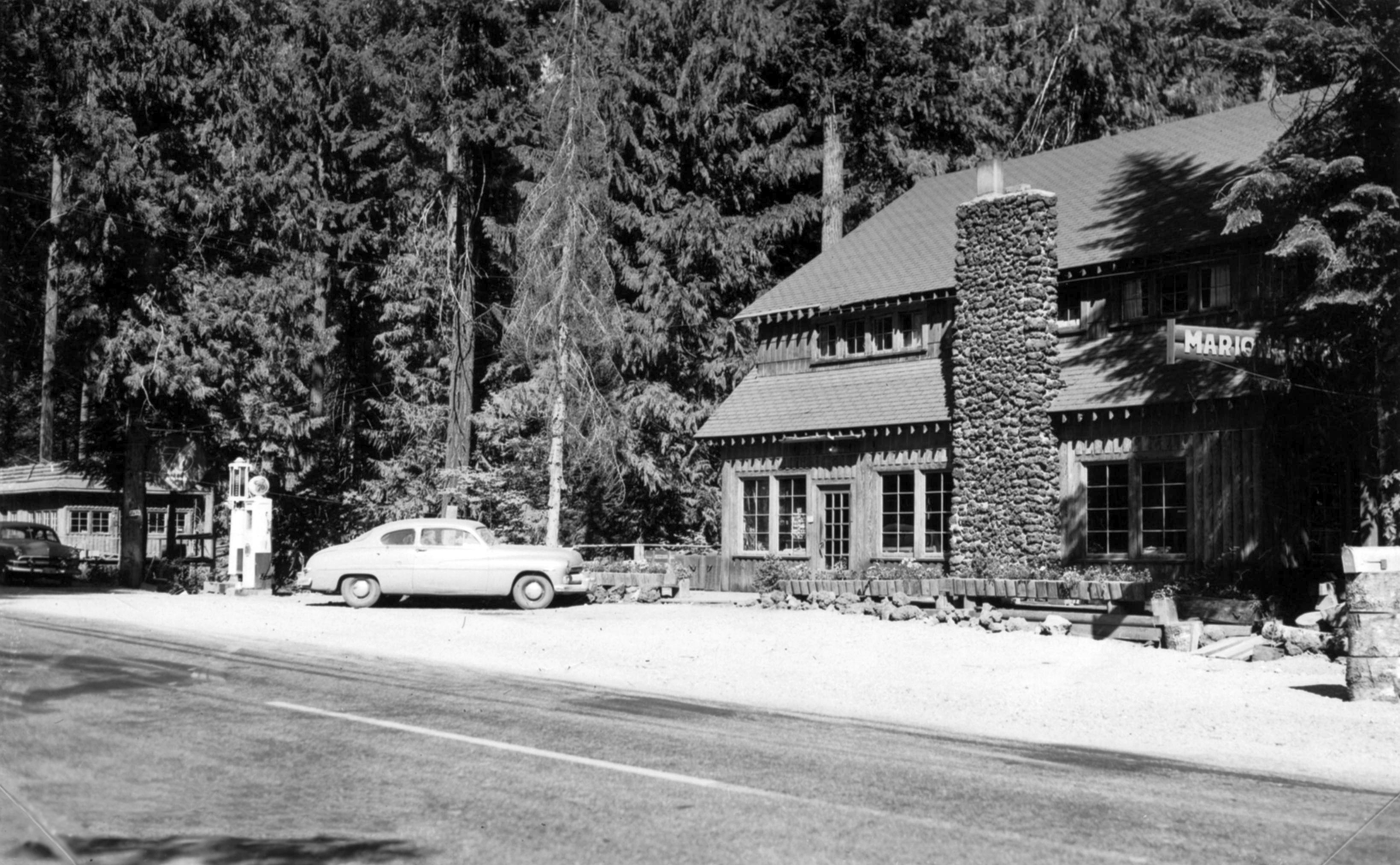
A Marion Forks Lodge 1964-ben

Az Oregon Route 22 (OR-22) egy  oregoni állami országút, amely kelet–nyugati irányban a U.S. Route 101 hebói elágazása és a U.S. Route 20 Santiam Junction-i csomópontja között halad.
Az út három szakaszból (Willamina–Salem Highway No. 30, Three Rivers Highway No. 32 és North Santiam Highway No. 162) áll, valamint a Salmon River Highway No. 39 és a Salem Highway No. 72 része.

## Leírás
A szakasz Hebónál ágazik le a 101-es szövetségi útról délkeleti irányban. Miután elérte a 130-as út dolph-i kereszteződését, a pálya egy déli félkört leírva Grand Ronde Agencybe érkezik, majd Valley Junctionben az Oregon Route 18-ba torkollik. Hat kilométernyi közös nyomvonal után az OR 22 délkeletre halad tovább, majd Buell és Rickreall után keletre fordul, ezután pedig az OR 51 elágazása és Eola után a fővárosba, Salembe érkezik.
Miután északkelet felé Salembe ért, a szakasz a 221-es út csomópontját követően a Willamette-folyót délkeleti irányban keresztezve délre tér le. A Mission Street Southeasten délkeletre kanyarogva a nyomvonal az Interstate 5 és az OR 99E csomópontjához érkezik, ezután a staytoni lehajtóig folytatódik a gyorsforgalmi, 2×2 sávos szakasz, majd egy rövid részt leszámítva a forgalom újra 2×1 sávon haladhat. Az útvonal a Detroit-tavat követően Detroit városába érkezik, majd Marion Forkstól délre fut tovább. A pálya Santiam Junctionig halad, ahol a US 20-ban végződik.